# Doña Bárbara (película de 1998)
Doña Bárbara es una película argentina de drama romántico estrenada en 1998, dirigida por Betty Kaplan en una adaptación de la novela Doña Bárbara escrita por el autor venezolano Rómulo Gallegos. Protagonizada por Esther Goris en el papel de la acaudalada terrateniente Doña Bárbara y Jorge Perugorría como el civilizado Santos Luzardo.

## Otras versiones
Doña Bárbara fue versionada por primera vez en la aclamada película mexicana de 1943 protagonizada por María Félix, así como también en una telenovela venezolana de 1975.